# Ośrodek Zapasowy 4 Dywizji Piechoty
Ośrodek Zapasowy 4 Dywizji Piechoty (OZ 4 DP) – oddział piechoty Wojska Polskiego, nie istniejący w czasie pokoju.

## Formowanie i organizacja
Ośrodek Zapasowy 4 Dywizji Piechoty nie istniał w organizacji pokojowej Wojska Polskiego. Był Jednostką mobilizowaną zgodnie z planem mobilizacyjnym „W”, w II rzucie mobilizacji powszechnej, w czasie X+7. Jednostką mobilizującą Ośrodek Zapasowy 4 Dywizji Piechoty był 63 pułk piechoty. Ośrodek miał być formowany według organizacji wojennej L.3010/mob.org., ukompletowany zgodnie z zestawieniem specjalności oraz uzbrojony i wyposażony zgodnie z wojennymi należnościami materiałowymi. W skład ośrodka zapasowego ramowo wchodziło:
- dowództwo ośrodka zapasowego,
- kompania gospodarcza ośrodka zapasowego,
- kompania podchorążych rezerwy ośrodka zapasowego,
- trzy bataliony ośrodka zapasowego po trzy kompanie strzeleckie i jednej kompanii ckm,
- pluton przeciwpancerny ośrodka zapasowego,
- pluton pionierów ośrodka zapasowego,
- pluton łączności ośrodka zapasowego,
- pluton zwiadowców ośrodka zapasowego[3].

Po zmobilizowaniu wszystkich jednostek przewidzianych planem „W” w ramach mobilizacji alarmowej, w koszarach 63 pułku piechoty w Toruniu, w koszarach 67 pułku piechoty w Brodnicy i Toruniu oraz w 14 pułku piechoty we Włocławku pozostały znaczne nadwyżki osobowe rezerwistów oraz kadry stałej niezbędnej do sformowania i pracy z uzupełnieniami. Nadwyżki te sformowano w Oddziały Zbierania Nadwyżek poszczególnych pułków piechoty. Dowódcą OZ 4 DP był wyznaczony zgodnie z planem ppłk Stefan Kaczmarczyk pokojowy I zastępca dowódcy 63 pp. Jednak z powodu choroby dowódcy 63 pp ppłk. dypl. Władysława Winiarskiego, ppłk Kaczmarczyk pozostał w pułku obejmując z czasem jego dowództwo. W tej sytuacji na dowódcę OZ 4 DP wyznaczono mjr. Jana Wronę z 67 pp. 26 sierpnia 1939 z 67 pp w Brodnicy wyjechało transportem kolejowym dowództwo Ośrodka Zapasowego 4 Dywizji Piechoty wraz z częścią OZN 67 pp do planowanego miejsca mobilizacji w Rzeszowie, celem przygotowania miejsca mobilizacji i przyjęcia nadwyżek z pułków 4 Dywizji Piechoty. Również do Rzeszowa w godzinach popołudniowych 29 sierpnia dotarł transport z nadwyżkami z detaszowanego do Torunia II batalionu 67 pp pod dowództwem kpt. Karola Sordyla. Dowództwo OZ 4 DP zostało zakwaterowane w Żydowskim Domu Ludowym przy ul. Tenenbauma. 1 września do Rzeszowa przybył z Włocławka por. Dominik Radecki z grupą kwaterunkową 14 pp i ppor. Zygmunt Kowalczyk z Torunia z podobną grupą kwaterunkową 63 pp, celem przygotowania kwater dla OZN 14 pp i OZN 63 pp. Oddziały nadwyżek poszczególnych pułków po zmobilizowaniu w ramach mobilizacji alarmowej przewidzianych planem pododdziałów, rozpoczęły 31 sierpnia mobilizację powszechną oddziałów I rzutu. Rozkazem gen. bryg. Mikołaja Bołtucia, po uzyskaniu stosownych zgód z większości nadwyżek zebranych w Brodnicy w ramach OZN 67 pp sformowano poza planem mobilizacyjnym IV batalion 67 pułku piechoty, który pozostał w garnizonie i następnie wszedł w skład  208 pułku piechoty rez..   
Oddziały Zbierania Nadwyżek 14 pp i 63 pp po zakończeniu mobilizacji powszechnej podjęły organizację i formowanie wchodzących w ich skład batalionów piechoty. Po zakończeniu formowania OZN 63 pp wieczorem 4 września wyszedł z Torunia pod dowództwem ppłk. Franciszka Cąpały, celem podjęcia marszu do OZ 4 DP w Rzeszowie. W trakcie marszu na południe OZN 63 pp nie dotarł do OZ 4 DP. Został rozbity 17 września podczas bitwy nad Bzurą. OZN 14 pp wyszedł z Włocławka 6 września o godz.21.00 pod dowództwem mjr. Ludwika Wlazełko celem dołączenia do OZ 4 DP w Rzeszowie. Oddział nadwyżek 14 pp poprzez Warszawę dotarł  pod Garwolin, skąd powrócił do Warszawy i wziął udział w jej obronie zasilając składem osobowym walczące w jej obronie oddziały.    
Od 31 sierpnia po ogłoszeniu mobilizacji powszechnej do OZ 4 DP zaczęli napływać rezerwiści wszystkich pułków piechoty 4 DP, którzy mieli przydziały mobilizacyjne bezpośrednio do Ośrodka Zapasowego w Rzeszowie. Do 2 września przybyło do OZ 4 DP po kilkunastu oficerów i podchorążych oraz kilkudziesięciu szeregowych do każdego z pułków. Rezerwiści 67 pp byli zakwaterowani w Żydowskim Domu Ludowym, 63 pp w Szkole im. Królowej Jadwigi, 14 pp w Szkole im. księcia Józefa Poniatowskiego.

## Udział OZ 4 DP w kampanii wrześniowej
3 września ze względu na zagrożenie nalotami dowództwo OZ 4 DP i najsilniejszy liczebnie oddział 67 pp przegrupowały się do wsi Drabinianka, 4 kilometry od Rzeszowa. Oddziały 14 pp i 63 pp zostały zakwaterowane w dawnych koszarach 10 dak przy ul. Lwowskiej. W nocy 4/5 września dowództwo OZ wraz z oddziałem 67 pp wyjechało transportem kolejowym z Rzeszowa do Przemyśla. Rano 6 września OZ 4 DP dotarł do Przemyśla i przeszedł do Siedlisk. W Przemyślu do 10 września sformowano batalion piechoty (bojowy) 67 pp pod dowództwem kpt. Karola Sordyla, który wszedł w skład Grupy „Przemyśl” pod dowództwem gen. bryg. Jana Chmurowicza. 14 września batalion piechoty OZ 4 DP (67 pp) kpt. Sordyla brał udział w ciężkich walkach w obronie Przemyśla. 15 września batalion wraz z pozostałością Grupy „Przemyśl” dołączył do 24 Dywizji Piechoty i dzielił jej dalsze losy. Dowództwo OZ 4 DP wraz resztkami nadwyżek 67 pp, po sformowaniu batalionu kpt. Sordyla, ewakuowało się z Siedlisk 10 września i podjęło marsz przez Sambor, Drohobycz, Bolechów, Dolinę docierając 14 września do Rożniatowa. W Rożniatowie pozostałości OZ 4 DP otrzymały rozkaz marszu do Nadwórnej. Podjęty dalszy marsz przez Krasną i Sołotwinę osiągając Pniów koło Nadwórnej 16 września. Po otrzymaniu informacji o sowieckiej agresji, 17 września po południu pomaszerował przez Delatyn, Dorę, Jeremcze, Mikulińcze i Tatarów, do Przełęczy Tatarskiej i przekroczył 18 września po południu granicę polsko-węgierską.         
8 września połączone oddziały nadwyżek 14 pp i 63 pp wyruszyły transportem kolejowym z Rzeszowa do Przemyśla, gdzie dotarły 11 września, nie zastając OZ 4 DP, który wymaszerował 10 września z Siedlisk na wschód. Oddziały 14 i 63 pułków piechoty w koszarach 38 pułku piechoty uzupełniły umundurowanie i uzbrojenie uzyskując kilka lekkich karabinów maszynowych. 13 września wyruszyły w kierunku Lwowa. Oddziały maszerowały przez Sądową Wisznię i Janów  osiągnęły 19 września Brzuchowice pod Lwowem. Wobec otoczenia przez wojska niemieckie Lwowa, oddziały podjęły w walce próbę przebicia się do miasta 20 września. Z uwagi na niepowodzenie akcji dowodzący oddziałami ppor. Zygmunt Kowalczyk wydał rozkaz, aby do Lwowa przedzierać się małymi grupkami lub samodzielnie. Większość żołnierzy obu oddziałów dostała się do niemieckiej niewoli.         

### Obsada personalna OZ 4 DP
dowództwo
- dowódca - mjr Jan Wrona
- zastępca dowódcy - mjr Henryk Krajewski
- adiutant ośrodka - ppor. Antoni Kozłowski
- oficer płatnik - por. Alfred Witt
- oficer żywnościowy - por. Władysław Sulatycki
- oficer mobilizacyjny - kpt. Henryk Otomański
- batalion piechoty OZ (bojowy 67 pp) dowódca - kpt. Karol Sordyl